# The Mother (2023)
The Mother ist ein US-amerikanischer Actionfilm von Niki Caro aus dem Jahr 2023. Die titelgebende Hauptrolle spielte Jennifer Lopez.
Der Film wurde am 12. Mai 2023 auf Netflix veröffentlicht.

## Handlung
Eine namenlose Mutter und Profikillerin wird vom FBI genötigt, ihr Kind in ein Zeugenschutzprogramm und damit zu Pflegeeltern zu geben. Sie selbst lebt versteckt vor ihren ehemaligen Bandenmitgliedern abgeschieden in Alaska. Jahre später wird sie darüber informiert, dass ihre Gegner die Identität ihrer Tochter aufgedeckt haben und diese entführen wollen. Sie macht sich auf, ihre Feinde zu töten, um das Leben ihrer Tochter zu beschützen.

## Produktion
Im Februar 2021 wurde das Projekt mit Jennifer Lopez als Hauptdarstellerin und Niki Caro als Regisseurin bekannt gegeben. Weitere Darsteller wurden im September und Oktober 2021 verpflichtet. The Mother ist der erste von mehreren geplanten Filmen im Rahmen einer Kooperation zwischen Lopez’ Produktionsfirma Nuyorican Productions und dem Streaminganbieter Netflix.
Die Dreharbeiten begannen im Oktober 2021 in Vancouver, Kanada; anschließend wurde im März 2022  auf der spanischen Insel Gran Canaria gedreht. Dabei diente die Altstadt von Las Palmas de Gran Canaria als Kulisse für eine Stadt in Kuba. In dem Gabinete Literario entstanden die Casino-Szenen. Im Januar wurden die Dreharbeiten wegen der COVID-19-Pandemie unterbrochen.

## Rezeption

### Kritik
Own Gleiberman kritisierte, der Film sei zu lang und zu zerstückelt (lumpy) sowie in seiner Geschichte und Darstellung formelhaft entwickelt. Die Produktion werde den Fähigkeiten der Hauptdarstellerin Lopez nicht gerecht.
Die Redaktion des Lexikon des internationalen Films vergab eineinhalb von fünf Sternen und bemängelte, dass die „prominente[n] Darsteller es aufgrund eines vorhersehbaren Drehbuchs mit wenig plausiblen Wendungen und allzu simplen Figurenzeichnungen nicht schaffen, den Film übers Niveau formelhafter Genrekost zu heben.“

### Auszeichnungen
Goldene Himbeere 2024
- Nominierung als Schlechteste Schauspielerin (Jennifer Lopez)